# Стара Гутиська
Стара Гутиська, Гутиське — село в Україні, у Плужненській сільській громаді Шепетівського району Хмельницької області. Населення становить 79 осіб.

## Історія
У 1906 році село Перерославської волості Острозького повіту Волинської губернії. Відстань від повітового міста 24 верст, від волості 6. Дворів 30, мешканців 340.